# Anosia portoricensis
Anosia portoricensis är en fjärilsart som beskrevs av Clark 1941. Anosia portoricensis ingår i släktet Anosia och familjen praktfjärilar. Inga underarter finns listade i Catalogue of Life.